# 特雷爾山
67°12′S 50°51′E / 67.200°S 50.850°E
特雷爾山是南極洲的山峰，位於恩德比地的奧斯特冰川東北面，屬於圖拉山脈的一部分，處於阿蒙森灣，該山峰根據澳大利亞探險隊拍攝的空中照片被繪入地圖。